# Commission globale pour l'adaptation
La Commission globale pour l'adaptation est un organisme, présidé par l'ancien secrétaire général des Nations unies Ban Ki-moon, réunit dix-sept pays, dont l'Allemagne, le Canada, la Chine et l'Inde.
En octobre 2018, La GCA s'est engagée à présenter dans un délai d'un an un calendrier de mesures pour faire face aux conditions climatologiques extrêmes attendues. 
Elle a publié un premier rapport en septembre 2019.
Pour faire le point sur les progrès accomplis, un sommet mondial sur le climat, Climate Adaptation Summit, est organisé le 25 janvier 2021 aux Pays-Bas.